# Niebezpieczne związki Bronisława Komorowskiego
Niebezpieczne związki Bronisława Komorowskiego – książka Wojciecha Sumlińskiego z 2015. Jej tematem są domniemane powiązania Bronisława Komorowskiego z tajnymi służbami i mafijnym półświatkiem.

## Treść
W książce znajduje się wiele wątków pochodzących ze wcześniejszych publikacji autora Niebezpiecznych związków Bronisława Komorowskiego, ale samą książkę wzbogacono o wiele nowych informacji prowadzących do domniemanych powiązań Komorowskiego. W publikacji Sumlińskiego dynamiczne dialogi skomponowane zostały z opowieściami dziennikarza, które wyjaśniają prowadzone przez autora rozmowy z jego informatorami.

## Odbiór i reakcje
W sieci Empik publikacja zaczęła być sprzedawana 22 kwietnia 2015 i stała się bestsellerem tygodnia. Po miesiącu od wydania wyczerpały się nakłady w księgarniach, w związku z czym książka ponownie była dostępna po kilku dniach, kiedy uzupełniono zapasy. Największe kontrowersje wywołała plotka o nieobecności książki w Empiku. Sieć podała, że z powodu ogromnego zainteresowania egzemplarzy zabrakło i będą dopiero 25 maja, czyli dzień po wyborach prezydenckich. Sam Sumliński i jego zwolennicy odpowiedzieli oskarżeniem, że książka jest blokowana, aby ułatwić Komorowskiemu drogę do reelekcji.
Według Magazynu Literackiego „Książki” pozycja zajęła 4. miejsce na liście bestsellerów 2015. W kwietniu 2015 znalazła się na liście bestsellerów „Gazety Wyborczej” (5. miejsce w literaturze faktu). Według badań GfK Polonia książka była najlepiej sprzedającą się książką w Polsce w maju oraz drugą pozycją w czerwcu 2015.

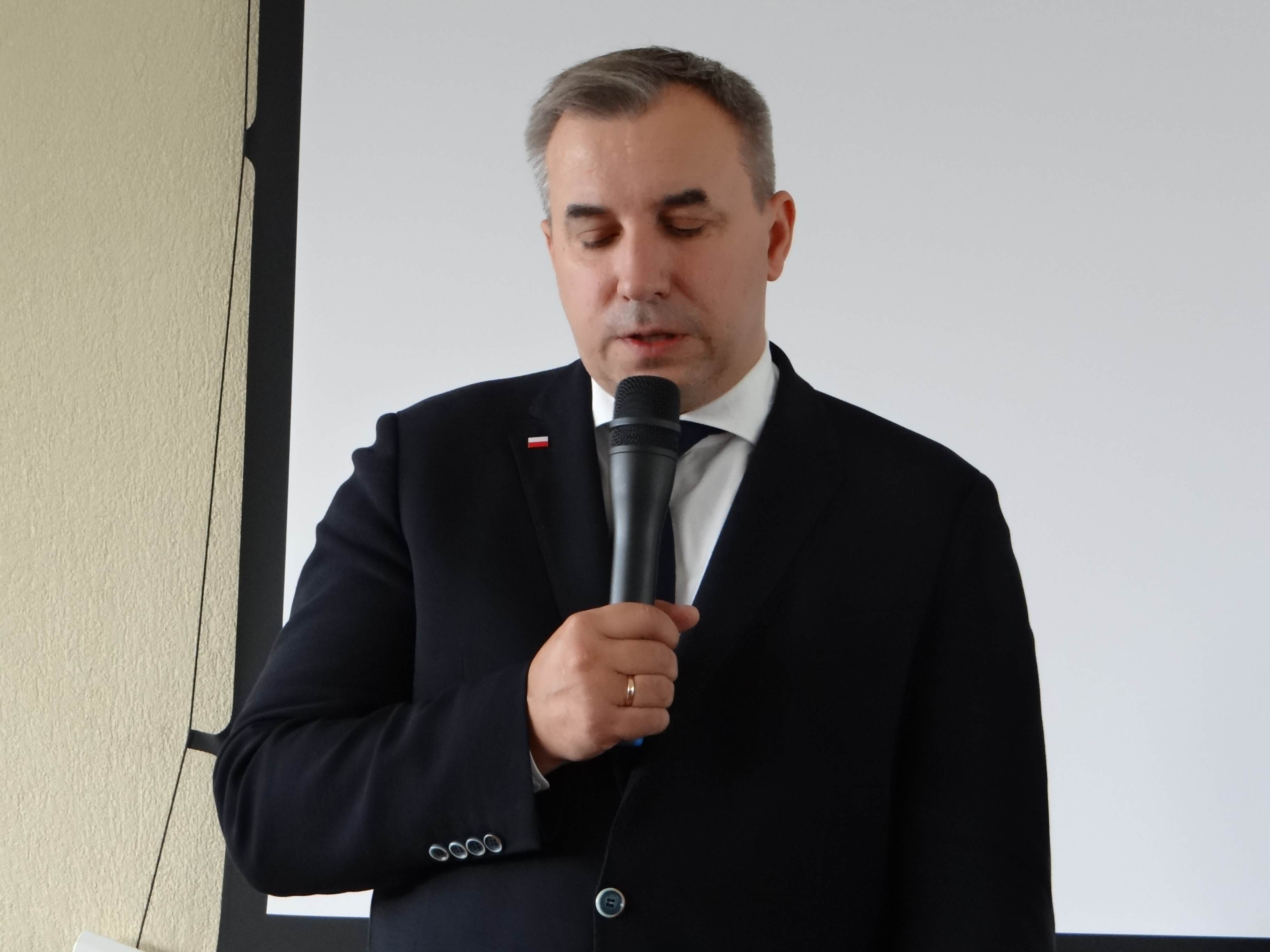
Wojciech Sumliński, autor książki

Jak podało czasopismo „Gość Niedzielny”, do maja 2015 sprzedano ponad 130 tysięcy egzemplarzy książki, a do października 2015, zgodnie z przekazem portalu Parezja.pl, pozycja sprzedała się w liczbie ponad 150 tysięcy sztuk.
W kwietniu 2015 kandydat na urząd Prezydenta RP, Grzegorz Braun, w programie Polityka przy kawie na antenie TVP1 określił książkę jako element swojego programu wyborczego. Z kolei Janusz Korwin-Mikke powiedział, że jeżeli choć 10 procent z całej treści jest prawdą, to te fakty stawiają Komorowskiego w bardzo trudnym położeniu.
Temat książki został poruszony podczas debaty przed pierwszą turą wyborów prezydenckich, która odbyła się 8 maja 2015. Bogdan Rymanowski zapytał wówczas urzędującego prezydenta Bronisława Komorowskiego, jaka będzie jego reakcja na tę książkę. Kandydat Platformy Obywatelskiej w odpowiedzi określił autora książki słowami: To jest człowiek w stu procentach niewiarygodny. Niech mnie pan nawet o niego nie pyta. Zapytany o to, czy czytał książkę, powiedział: Naprawdę są ciekawsze książki do czytania, nie czytałem. A panu jeszcze raz sugeruję, niech pan powściągnie chęć udowadniania, że jest dobrym kolegą.
29 stycznia 2016 Wojciech Orliński na łamach „Gazety Wyborczej” skrytykował książkę Sumlińskiego, twierdząc, że stanowi ona „mętne aluzje bez dowodów”.
Głównie za sprawą publikacji: Niebezpiecznych związków Bronisława Komorowskiego i Czego nie powie Masa o polskiej mafii, w grudniu 2018 Wojciech Sumliński uplasował się na 4. miejscu w rankingu najlepiej zarabiających polskich pisarzy sporządzonym przez „Polska Bez Cenzury”.

## Zarzut plagiatu
W styczniu 2016 dziennikarz tygodnika „Newsweek Polska” Jakub Korus w swym artykule zarzucił Sumlińskiemu, że w ponad 30 miejscach książki Niebezpieczne związki Bronisława Komorowskiego znajdują się całe fragmenty skopiowane z powieści Alistaira MacLeana oraz Raymonda Chandlera. W kolejnych dwóch napisanych w tym samym miesiącu tego samego roku artykułach Korus wskazał na zdania, które miały zostać splagiatowane z powieści Stiega Larssona, Johna Steinbecka, Mitcha Alboma i Paula Coelho.
Sumliński po pierwszym artykule „Newsweeka” zapytany przez autora artykułu o jego stanowisko w przedmiotowej sprawie  stwierdził w odpowiedzi, na jego życzenie opublikowanej później na łamach tygodnika, że przedstawiony mu zarzut plagiatu dotyczy jednej niepełnej strony maszynopisu i jest próbą podważenia wiarygodności autora, gdy nie można podważyć głównej treści. Stwierdził również, że na spotkaniach autorskich wielokrotnie przyznawał, że w ostatnich swych książkach celowo i śladowo nawiązywał do twórczości MacLeana i Chandlera, na której się wychowywał, wytwarzając jednakowoż na tej kanwie swój własny, indywidualny styl, i z tą zasadniczą różnicą w odniesieniu do rzeczonych, że w przeciwieństwie do nich pisał wyłącznie o faktach, o wydarzeniach autentycznych. W dalszej części tekstu natomiast podobieństwo fragmentów swojej publikacji do tych z książek MacLeana i Chandlera tłumaczył zjawiskiem, wedle którego „jak ktoś przeczyta wiele książek, często jedną i tę samą po wielokroć, to siłą rzeczy przyswaja pewne frazy”. Robert Ginalski, tłumacz Mrocznego krzyżowca Alistaira MacLeana (jednej z powieści, których fragmenty znaleziono w publikacji Sumlińskiego) w opublikowanym w „Newsweeku” liście otwartym do Wojciecha Sumlińskiego oświadczył przy jednoczesnym podkreśleniu, że robi to „z pełną świadomością”, że „„dzieło” Sumlińskiego to plagiat czystej wody”.
Dokonane w kwietniu 2018 przez jednego z użytkowników serwisu Wykop.pl porównanie programem antyplagiatowym Niebezpiecznych związków Bronisława Komorowskiego z utworami literackimi, których tytuły były wymienione w artykułach „Newsweeka” wykazało, że w czterech pierwszych rozdziałach publikacji Sumlińskiego znalazło się 131 fragmentów wykazujących podobieństwo do porównywanych utworów.